# 麥可·阿祖萊
麥可·阿祖萊（法語：Michaël Azoulay，1971年─）出生於法國的現任猶太教拉比。

## 生平
他是法國首席拉比約瑟夫·海姆·西特魯克的姪子，因此在尼斯完成中學的學歷後，前往法國猶太神學院接受完整猶太教的拉比訓練，畢業後先在尼斯擔任一年的拉比，之後在聖莫代福塞擔任七年的拉比。
2008年到2013年的期間，代表猶太教在法國國家諮詢倫理委員會，專門負責法國國內的生物倫理問題，2013年9月職務終止，因為沒有得到國家續任聘用。
2018年2月起，接下若西·艾森柏格的猶太教電視晨間禮拜節目。